# حوزه انتخابیه داراب و زرین‌دشت
حوزهٔ انتخاباتی داراب و زرین‌دشت یکی از حوزه از حوزه‌های استان فارس برای انتخابات مجلس شورای اسلامی است. این حوزه به مرکزیت داراب، ۱ نماینده دارد.

## فهرست نمایندگان مجلس داراب و زرین دشت
- دوره اول: عبدالکریم شرعی
- دوره دوم: محمدحسین حسینی شاهرودی
- دوره سوم: احمد علی نظری‌پور
- دوره چهارم: حسین رشیدی
- دوره پنجم: محمد رستاد
- دوره ششم: جواد اطاعت
- دوره هفتم: محمد رستاد
- دوره هشتم: محمدمهدی افشاری
- دوره نهم: نبی‌الله احمدی
- دوره دهم: رضا انصاری[۱][۲]
- دوره یازدهم: محمدجواد عسکری[۳]
- دوره دوازدهم:محمدجواد عسکری

## پی‌نوشت و منبع
1. ↑  «آرای صندوق به صندوق زرین دشت + درصد هر صندوق | اخبار زرین». بایگانی‌شده از اصلی در ۲۶ آوریل ۲۰۱۷. دریافت‌شده در ۲۰۱۷-۰۴-۲۷.
2. ↑  YJC، خبرگزاری باشگاه خبرنگاران | آخرین اخبار ایران و جهان |. «نتایج شمارش آرا در حوزه  انتخابیه داراب و زرین دشت». دریافت‌شده در ۲۰۱۷-۰۴-۲۷.
3. ↑  «جدیدترین آمار ستاد انتخابات از نتایج نهایی انتخابات مجلس یازدهم». خبرآنلاین. ۲۰۲۰-۰۲-۲۲. دریافت‌شده در ۲۰۲۰-۰۲-۲۴.

- «جدول حوزه‌های انتخابیه در انتخابات دهمین دورهٔ مجلس شورای اسلامی» (PDF). مرکز پژوهش و سنجش افکار صدا و سیما. بایگانی‌شده از اصلی (PDF) در ۵ اكتبر ۲۰۱۸. دریافت‌شده در ۱۸ ژوئیه ۲۰۱۶. تاریخ وارد شده در |archive-date= را بررسی کنید (کمک)